# David Monroe
David John James Monroe (ur. 14 kwietnia 1941 w Vancouver) – kanadyjski duchowny katolicki, biskup Kamloops w latach 2002-2016.

## Życiorys
Święcenia kapłańskie otrzymał 20 maja 1967 i inkardynowany został do archidiecezji Vancouver. Pełnił przede wszystkim funkcje wikariusza i proboszcza w parafiach Vancouver, był także kapelanem szpitala oraz wikariuszem generalnym archidiecezji.
5 stycznia 2002 papież Jan Paweł II mianował go ordynariuszem Kamloops w metropolii Vancouver. Sakry udzielił mu arcybiskup Adam Exner OMI.
1 czerwca 2016 przeszedł na emeryturę.